# Моквин (станція)
Мо́квин (до 1904 року —  Вовча) — проміжна залізнична станція 5-го класу Рівненської дирекції Львівської залізниці на неелектрифікованій лінії Рівне — Сарни між станціями Костопіль (14 км) та Малинськ (12 км). Розташована у селі Моквин Малолюбашанської сільської громади Рівненського району Рівненської області.

## Історія
Станція відкрита 2 (14) грудня 1885 року під первинною назвою Вовча, одночасно с вілкриттям руху поїздів на лінії Рівне — Сарни — Лунинець. Сучасна назва станції — з 1904 року.

## Пасажирське сполучення
На станції Моквин зупиняються приміські дизель-поїзди  сполученням Здолбунів — Сарни.
Раніше курсували приміські поїзди:
- Здолбунів — Удрицьк
- Горинь — Здолбунів.